# IC 4391
IC 4391 је спирална галаксија у сазвјежђу Кентаур која се налази на листи објеката дубоког неба у Индекс каталогу.
Деклинација објекта је - 31° 41' 6" а ректасцензија 14h 16m 27,0s. Привидна величина (магнитуда) објекта IC 4391 износи 13,6 а фотографска магнитуда 14,4. IC 4391 је још познат и под ознакама ESO 446-41, MCG -5-34-5, AM 1413-312, IRAS 14135-3127, PGC 50988.